# Summertime Blues
Summertime Blues je hit iz 1958. američkog rock glazbenika Eddiea Cochrana o dilemama i problemima jednog tipičnog američkog adolescenta.
Pjesma je nastala krajem 1950-ih, napisao ju je Eddie Cochran u suradnji sa svojim menadžerom i skladateljem Jerry Capehartom. Izvorno je trebala biti B-strana singl ploče, vrlo brzo se popela na # 8 američke top ljestvice ( Billboard Hot 100 - 29. rujna 1958.), a dospjela je i # 18 britanske top ljestvice. Studijski bubnjar, koji je odradio taj dan snimanja bio je Earl Palmer, ritam je pljeskanjem ruku pojačao Sharon Sheeley, a duboki bariton na kraju svakog refrena pjesme je malo ismiksani Cochran.
Po američkom glazbenom časopisu Rolling Stone Summertime Blues je #73 pjesma na njihovoj ljestvici 500 najvećih hitova svih vremena.

### Ostale izvedbe pjesme
- Blue Cheer
- Alan Jackson
- Gary Allan
- Rush
- Attitude Adjustment
- BAP (prepjevena kao 'Wo Mer Endlich Sommer Han')
- Bobby Fuller
- Bon Jovi
- Brian Setzer
- Bruce Springsteen
- Buck Owens
- Buddy Holly
- CAPRiS
- Cheech Marin
- Chris Spedding
- Cliff Richard
- The Clash
- De La Soul
- Deborah Harry
- Dionysos
- Downchild Blues Band
- Dry Rot
- Eddie Meduza
- The Flaming Lips
- The Flying Lizards
- Frank Sidebottom (prepjevena kao 'Timperley Blues')
- Gary Allan
- George Thorogood
- The Guess Who
- Guitar Wolf
- Hanson
- Heartsdales
- Jimi Hendrix
- James Taylor
- Joan Jett & the Blackhearts
- Jussi & The Boys
- La Muerte
- Last Ones to Leave
- Levon Helm
- Little River Band
- Lolita No.18
- Mick Farren
- Motörhead
- Motorpsycho
- Nathan Cavaleri
- Olivia Newton-John
- Papa Doo Run Run
- Pfuri, Gorps und Kniri
- Ritchie Valens
- Ritchie Venus and the Blue Beatles
- Rockapella
- Robert Gordon i Link Wray
- Sandy Nelson
- Stray Cats
- T. Rex
- Takako Minekawa
- Terry Reid
- Twenty-Nineteen
- The Beach Boys
- The Black Keys
- The Rolling Stones
- The Surfaris
- The Old Spice Boys
- The Treads
- The Gants
- The Ordinary Boys
- The Ventures
- The Who
- Über Kings
- Ulfuls
- Unknown Hinson
- Van Halen
- Vow Wow
- Warren Zevon